# Fuscaldo
Fuscaldo község (comune) Olaszország Calabria régiójában, Cosenza megyében.

## Fekvése
A megye nyugati részén fekszik, a Tirrén-tenger partján. Határai: Cerzeto, Guardia Piemontese, Lattarico, Mongrassano, Montalto Uffugo, Paola, Rota Greca és San Benedetto Ullano.

## Története
A hagyományok szerint a települést a cannaei csata után itt végigvonuló oszkok alapították. Nevének első említése a 16. századból származik, de korabeli dokumentumok tanúsága szerint már az 1200-as években lakott vidék volt, különböző földesurak birtoka. A középkorban nápolyi nemesi családok   birtoka volt. A 19. század elején vált önálló községgé, amikor a Nápolyi Királyságban felszámolták a feudalizmust.

## Népessége
A népesség számának alakulása:

## Főbb látnivalói
- San Giacomo Maggiore-templom
- San Giuseppe-templom
- San Giovanni Nuovo-templom
- Beata Vergine del Soccorso-templom
- San Francesco-templom
- Madonna dell'Immacolata-templom